# Monika Kallies
Monika Kallies, född den 31 juli 1956 i Stralsund i Tyskland, är en östtysk roddare.
Hon tog OS-guld i åtta med styrman i samband med de olympiska roddtävlingarna 1976 i Montréal.